# De Uduelige
De Uduelige er en dansk kortfilm fra 2019 instrueret af Christoffer Kondrup og Jacob Kondrup.

## Handling
Den ellers halvkedelige tilværelse på landet forstyrres pludseligt for en gruppe unge venner, da de vikles ind i farlige og ondsindede planer, i et forsøg på at afdække en højst mistænkelig adfærd hos nogle fremmede.